# Сюкияйнен, Иосиф Иванович
Иосиф Иванович Сюкия́йнен (фин. Josef Sykiäinen) (1900—1977) — советский учёный-историк, государственный и политический деятель, заслуженный деятель науки Карельской АССР (1965).

## Биография
Родился в семье ингерманландских крестьян.
В 1919—1925 годах преподавал в школах Ленинградской области.
В 1925—1927 годах — председатель Стрельненского волостного исполнительного комитета.
В 1927—1933 годах преподавал историю в школах Ленинграда. Являлся директором средней школы №4 г. Ленинграда. В 1932 году окончил Ленинградский педагогический институт.
В 1933—1937 годах — заместитель наркома просвещения Автономной Карельской ССР.
В 1937—1940 годах преподавал историю, работал директором школы № 4 в Петрозаводске.
В 1940—1944 годах — секретарь ЦК КП(б) Карело-Финской ССР.
В 1944—1954 — министр иностранных дел Карело-Финской ССР. В 1946 году окончил Высшую дипломатическую школу (Москва).
В 1952—1957 годах — Председатель президиума Карело-Финского филиала АН СССР.
В 1957—1960 годах — директор Института истории партии при Карельском обкоме КПСС.
В 1961—1973 годах работал в Петрозаводском государственном университете старшим преподавателем, профессором кафедры истории КПСС.
Избирался депутатом Верховного Совета Карело-Финской ССР, Верховного Совета СССР 1—4-го созывов.

## Научные труды
Автор 54 научных работ.
- Карельский вопрос в советско-финляндских отношениях в 1918—1920 гг. — Петрозаводск, 1948
- Революционные события 1917—1918 гг. в Финляндии. — Петрозаводск, 1962